# Hermenegildo Zepeda Fernández
Hermenegildo Zepeda Fernández (* 1804 in León (Nicaragua); † 7. August 1880 ebenda) war am 23. Januar 1846 Director Supremo (Staatschef) von Nicaragua.

## Leben

### Frühe Laufbahn
Hermenegildo Zepeda Fernández war Abgeordneter und General. In León wurden im April 1833 die La Opinion Publica und im August 1835 der Telegrafo Nicaraguense als erste Zeitungen Nicaraguas mit einer gewissen Regelmäßigkeit verlegt. Der Herausgeber des Telegrafo Nicaraguense war Hermenegildo Zepeda Fernández.

### 1844 Guerra de Malespín
Im Guerra de Malespín wurde León durch Truppen aus El Salvador, Honduras und Granada (Nicaragua) angegriffen. Eine Verhandlungsdelegation aus León: Hermenegildo Zepeda Fernández und Jerónimo Carcache aus Leon kam in das Hauptquartier der Angreifer.

### 1846 Director Supremo
Am 22. Januar 1846 übersiedelte José León Sandoval nach Masaya und übergab das Präsidentenamt vertretungsweise an den Senator José María Sanders, welcher später durch Hermenegildo Zepeda ersetzt wurde.

### Representación Nacional de Centroamérica
Am 8. November 1849, vereinbarten die Regierung von Nicaragua, El Salvador und Honduras in León den Pacto de Confederación, welcher ein Budget haben sollte. Die Vertretung dieses Staatenbundes tagte am 9. Januar 1851 in Chinandega. Vertreter waren Pablo Buitrago Benavente, Justo Abaunza y Muñoz de Avilés und Hermenegildo Zepeda Fernández für Nicaragua, José María Guerrero de Arcos y Molina für Honduras, José Francisco Barrundia y Cepeda und José María Silva für El Salvador. Das Gremium wählte sich Hermenegildo Zepeda Fernández als Präsidenten, José María Silva (1804, † 1876) als ersten Sekretär und Pablo Buitrago Benavente als zweiten Sekretär.
Sein Nachfahre Maximo Hermenegildo Zepeda war Rechtsanwalt, Berater und Außenminister 1922 in der Regierung von Diego Manuel Chamorro Bolaños.